# Angels: Harmony

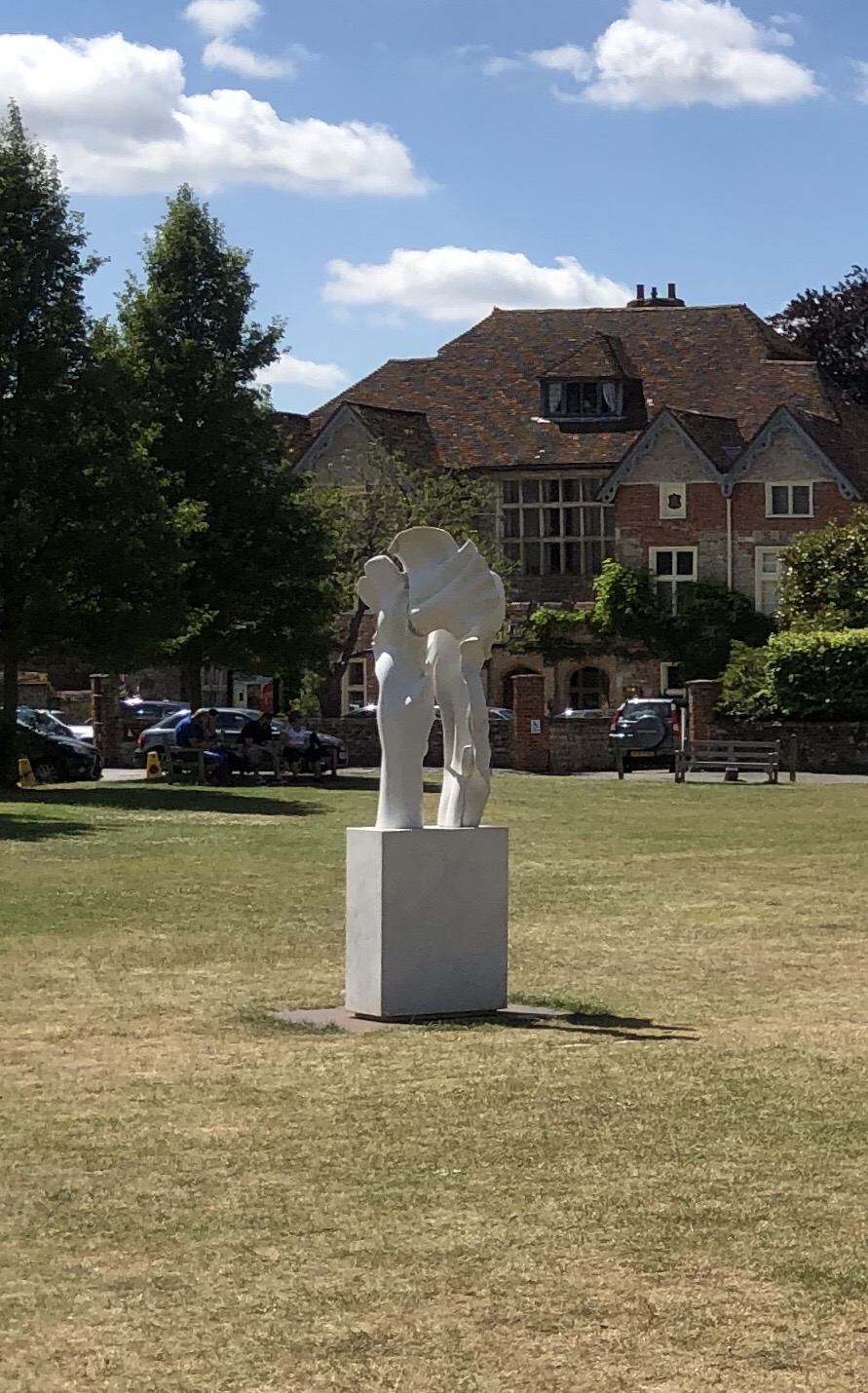
Skulptur Angels: Harmony, Blick von Osten, 2019

Angels: Harmony ist eine Skulptur in Salisbury in England.
Sie befindet sich nordwestlich der Kathedrale von Salisbury freistehend auf einer Wiese auf dem Choristers Square.
Die Skulptur wurde im Jahr 2011 von Helaine Blumenfeld aus weißem Marmor geschaffen. Sie wurde 2013 im Rahmen einer Ausstellung in der Kathedrale gezeigt und später auf ihrem heutigen Standort aufgestellt.
Die Skulptur stellt zwei sich aus Marmorfalten ergebende Engel mit jeweils einem Flügel dar, wobei es aus der Entfernung wie eine einzige Engelsfigur wirkt und erst bei der Annäherung die Trennung und Verletztheit der einzelnen Figur deutlich wird.